# 라차타 (LA chA TA)
〈라차타 (LA chA TA)〉는 f(x)가 발매한 2009년 데뷔 디지털 싱글이다.
댄스곡 "La chA tA"는 "LA CHA LA LA CHA TA TA"라는 가사가 있어 중독성을 느끼게 하며 SM 엔터테인먼트 소속 작곡가 켄지의 작품이다.

## 수록곡
1. La chA tA